# La Plagne
Pour les articles homonymes, voir Plagne.
Ne doit pas être confondu avec La Plagne Tarentaise ou Aime-la-Plagne.
La Plagne est une station de sports d'hiver de la vallée de la Tarentaise, principalement située sur le territoire communal de La Plagne Tarentaise et débordant sur celles d'Aime-la-Plagne, Champagny-en-Vanoise et Bozel dans le département de la Savoie en région Auvergne-Rhône-Alpes.
Les différents aménagements de la nouvelle station intégrée commencent en 1961. Aujourd'hui, la station compte onze stations-villages. On trouve sept stations d'altitude, qui se trouvent sur les communes de Aime-la-Plagne (anciennement Aime) et La Plagne Tarentaise (anciennement Mâcot-la-Plagne). Ce sont dans l'ordre de création : Plagne Centre, Plagne-Aime-2000, Plagne-Villages, Plagne Bellecôte, Belle Plagne, Plagne 1800 et Plagne Soleil. Il y a en outre quatre stations-villages, à savoir Champagny-en-Vanoise, sur la commune du même nom, Montchavin-la-Plagne, regroupant les stations de Montchavin et Les Coches, sur la commune de La Plagne Tarentaise (anciennement Bellentre) et la Plagne Montalbert sur le hameau de Longefoy (Aime-la-Plagne, anciennement Aime), et l'ensemble des pistes forme le domaine skiable de « Grande Plagne », géré par le Syndicat Intercommunal de la Grande Plagne (SIGP) et exploité par la SAP (Société d'aménagement de la station de la Plagne). Ce domaine skiable offre 225 km de pistes de ski alpin et 95 remontées mécaniques.
Le domaine est relié, depuis 2003, par le téléphérique Vanoise Express à celui des Arcs et de Peisey-Vallandry, formant ainsi le grand domaine de Paradiski.

## Géographie

### Localisation
La station de la Plagne est installée sur les versants nord du massif de la Vanoise, dans la partie est du département de la Savoie. Le choix du site correspond à la présence d'un cirque, orienté nord-ouest.

### Accès aux villages
Depuis Paris, Lyon et plus généralement depuis le nord-ouest de l'Europe, l'accès à la station se fait via l'autoroute A43 puis l'autoroute A430 jusqu'à Albertville. Le péage de Sainte-Hélène-sur-Isère marque l'entrée sur la nationale N90, aménagée en 2 × 2 voies jusqu'à Moûtiers.
À partir d'Aime, l'accès aux stations d'altitude s'effectue par la route D221, qui comporte 21 virages nommés. On accède alors aux stations du secteurs de Plagne Centre et à celles du secteur de Plagne Bellecôte.

#### Montchavin-les-Coches
L'accès à la station de Montchavin s'effectue depuis la vallée de la Tarentaise par la départementale D225 depuis le village de Landry et par la départementale D220 depuis La Plagne Tarentaise. Montchavin est à 1250 m, les Coches entre 1400 et 1450 m d’altitude.
Pendant la saison hivernale, Loyet, par le réseau Cars Région Savoie, exploite une liaison par bus entre Landry et les stations de Montchavin-Les Coches.

#### Champagny-en-Vanoise
L'accès au village de Champagny-en-Vanoise se fait à partir de la ville de Moûtiers[réf. nécessaire].

## Nom de la station
Le toponyme Plagne est un mot régional désignant un lieu plat, un plateau. Selon André Pégorier, il dérive de l'ancien français « plagne, plaigne » (une plaine). Il s'agit du nom du lieu-dit où a été édifiée la première station, un replat enserré dans un cirque montagneux, avec vue sur le mont Blanc.
Les promoteurs de la station de la Plagne ont tenté d'imposer ce toponyme local tant pour les villages-stations que pour le domaine skiable. Le nom se trouve ainsi dans les différentes stations des communes de Mâcot, devenue Mâcot-La Plagne par décret le 25 novembre 1970, « Plagne-Village, Plagne 1800, Plagne-Bellecôte et Plagne centre », de même que la station de « Plagne Aime 2000 »  se trouvant sur la commune de Aime appelée auparavant « Aime-La Plagne » ou « Aime 2000 ». Toutefois, les communes voisines et intégrées au domaine ont fait un choix différent. Champagny-en-Vanoise a opté pour le maintien du nom de la commune pour sa station, Bellentre pour le nom du village où s'est installé la station avec Montchavin-les-Coches et enfin la commune de Longefoy, qui a depuis février 1973 fusionné avec Aime, opte pour Montalbert, devenue depuis Plagne-Montalbert.

## Histoire

### Naissance de la Plagne
La Plagne voit le jour en 1961,. Deux ans auparavant, la commune d’Aime et son maire, le docteur Pierre Borrione, ont pris la décision de l'aménagement d'une station touristique, ce qui pourrait permettre de sauver les communes de la vallée de la désertification. L'activité agricole traditionnelle ne permet plus aux jeunes de vivre et l'activité minière, qui a longtemps fait la richesse de Mâcot, est en crise. En 1960, à son initiative, quatre communes (Aime, Bellentre, Mâcot et Longefoy) s'associent au sein d'un syndicat intercommunal, le Syndicat Intercommunal de La Grande Plagne (SIGP). Les travaux de la station et de sa route d'accès débutent au printemps 1961. Cependant en octobre 1961, le premier promoteur fait faillite,. Le projet n'est pas abandonné pour autant. À l'initiative de l'ingénieur des Ponts et Chaussées Maurice Michaud, qui suit le projet de près, un nouveau promoteur est choisi, Robert Legoux, qui créé deux sociétés privées : la Société d'aménagement de La Plagne (SAP) et la Société immobilière de la Plagne (SIP). On fait appel à l'architecte Michel Bezançon qui met en place une station front de neige, au-dessus de la forêt, au niveau des alpages. Elle deviendra l'exemple des stations de sports d'hiver dite « 3e génération » ou station intégrée, c'est-à-dire créée ex nihilo.
La première station de la Plagne — future Plagne-Centre — ouvre le vendredi 22 décembre 1961, avec ses 2 téléskis et 4 pistes : elle occupe la partie basse des pâturages de La Plagne sur la commune de Mâcot.
En 1966 est actée l'édification d'une chapelle œcuménique dans la galerie marchande.
La station bénéficie dès ses premières années de l'expérience du champion de ski Émile Allais comme conseiller technique et d'aides de l'Etat dans le cadre du Plan neige de 1964. Le succès est immédiat et en 1966 Guy Lux anime depuis la Plagne son émission Interneiges. Le développement de la station est rapide.

### Le développement des différents satellites
La station de Plagne-centre se développe et est complétée par les stations satellites d'Aime-la Plagne et Plagne-village, respectivement en décembre 1968 et octobre 1971. S'y ajoutent entre 1970 et 1974, les sites de Champagny-en-Vanoise (Champagny), Bellentre (Montchavin) et Longefoy (Plagne Montalbert).

### L'évolution de la station
Lors des Jeux olympiques d'hiver de 1992 d'Albertville, la station est choisie pour accueillir les épreuves de bobsleigh et luge. Les promoteurs de la station espéraient cependant une épreuve de ski alpin. Afin d'accueillir les épreuves, les organisateurs prévoient l'installation d'une piste de bobsleigh, luge et skeleton au lieu-dit La Roche, en contrebas de la station. L'édification de la structure est au cœur de nombreuses polémiques tant du point de vue du coût engagé  (233 millions de francs) ou encore sur son impact environnemental malgré un dossier complet et répondant aux exigences de l'époque. Le lieu d'installation de la piste est par ailleurs critiqué puisque se situant dans une zone instable,. Les épreuves se déroulent dans de bonnes conditions durant les 9 jours d'épreuves, avec plus de 159 athlètes originaires de 25 pays en bobsleigh  et 89 athlètes représentant 22 nations en luge. L'équipe allemande remporte au total sept médailles olympiques dans ces deux disciplines.

## Les stations villages

### Les stations-villages
- / Stations-villages

La station de la Plagne est composée aujourd'hui de onze stations-villages. On distingue plus particulièrement des stations installées dans la vallée, à partir d'un noyau urbain préexistant, comme ceux de Montchavin (Bellentre), Les Coches (Bellentre), Montalbert (Aime), Champagny (Champagny-en-Vanoise), et des stations d'altitude, créées ex nihilo, avec Aime-La Plagne ou Plagne Aime 2000 (Aime), Plagne Centre (Mâcot), Plagne Bellecôte (Mâcot), Belle Plagne (Mâcot), Plagne 1800 (Mâcot), Plagne Villages (Mâcot) et Plagne Soleil (Mâcot).

#### Plagne Centre (1 970m)

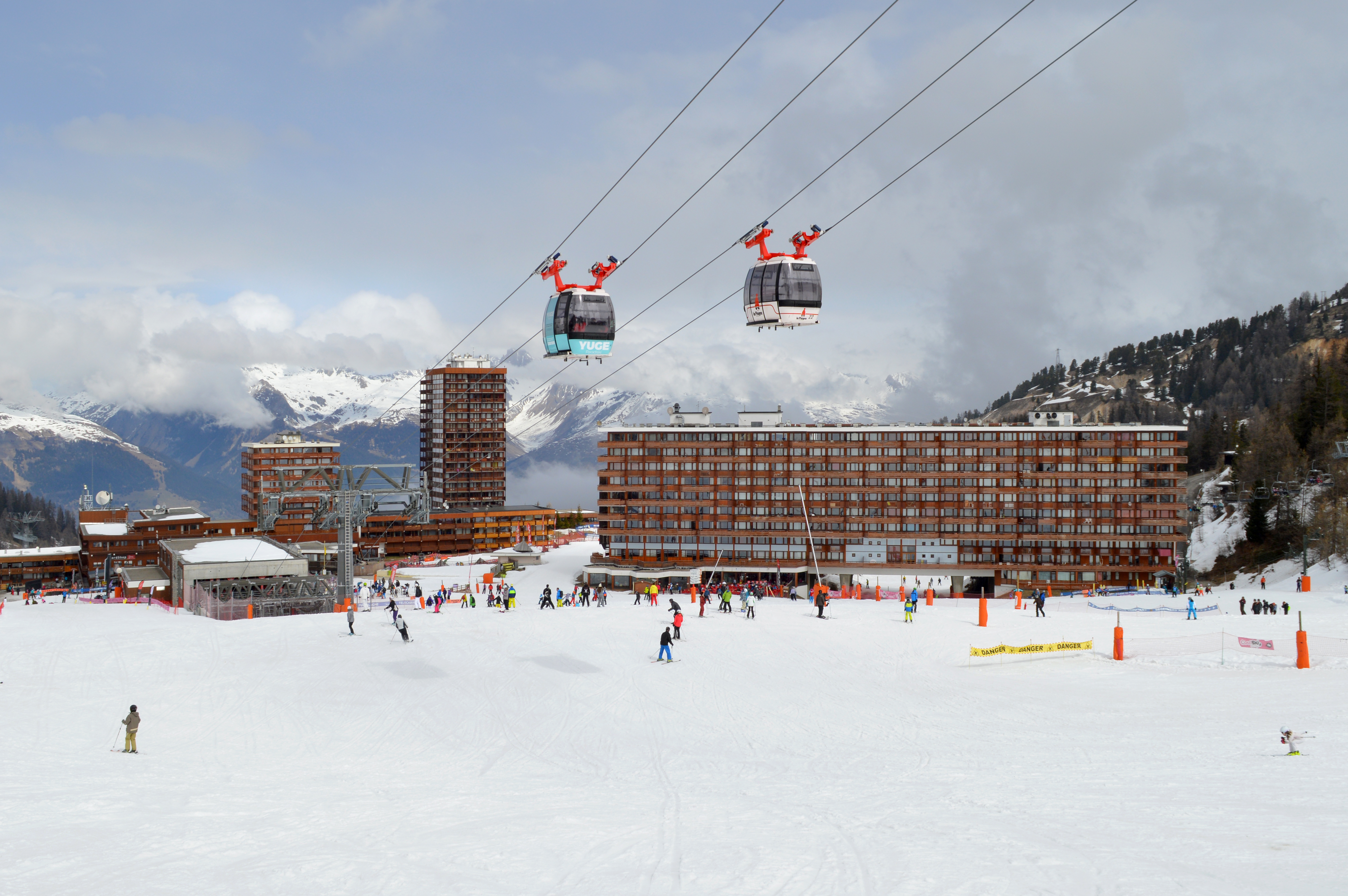
Front de neige de Plagne Centre.

La première des stations de la Plagne ouvre en 1961. Le nom de Plagne Centre date de 1982, la station était auparavant simplement appelée La Plagne. D'une architecture urbaine mais fonctionnelle, création de Michel Bezançon, Plagne Centre est considérée comme le modèle de la station intégrée, séparant espaces de circulation automobile et de ski. Une chapelle y fut créée par les soins de Michel Bezançon, le décorateur fut Pierre Guariche. Le Funitel du Funiplagne permet de diriger les skieurs rapidement vers toutes les autres stations du domaine skiable.

#### Plagne Aime 2000 (2 100m)

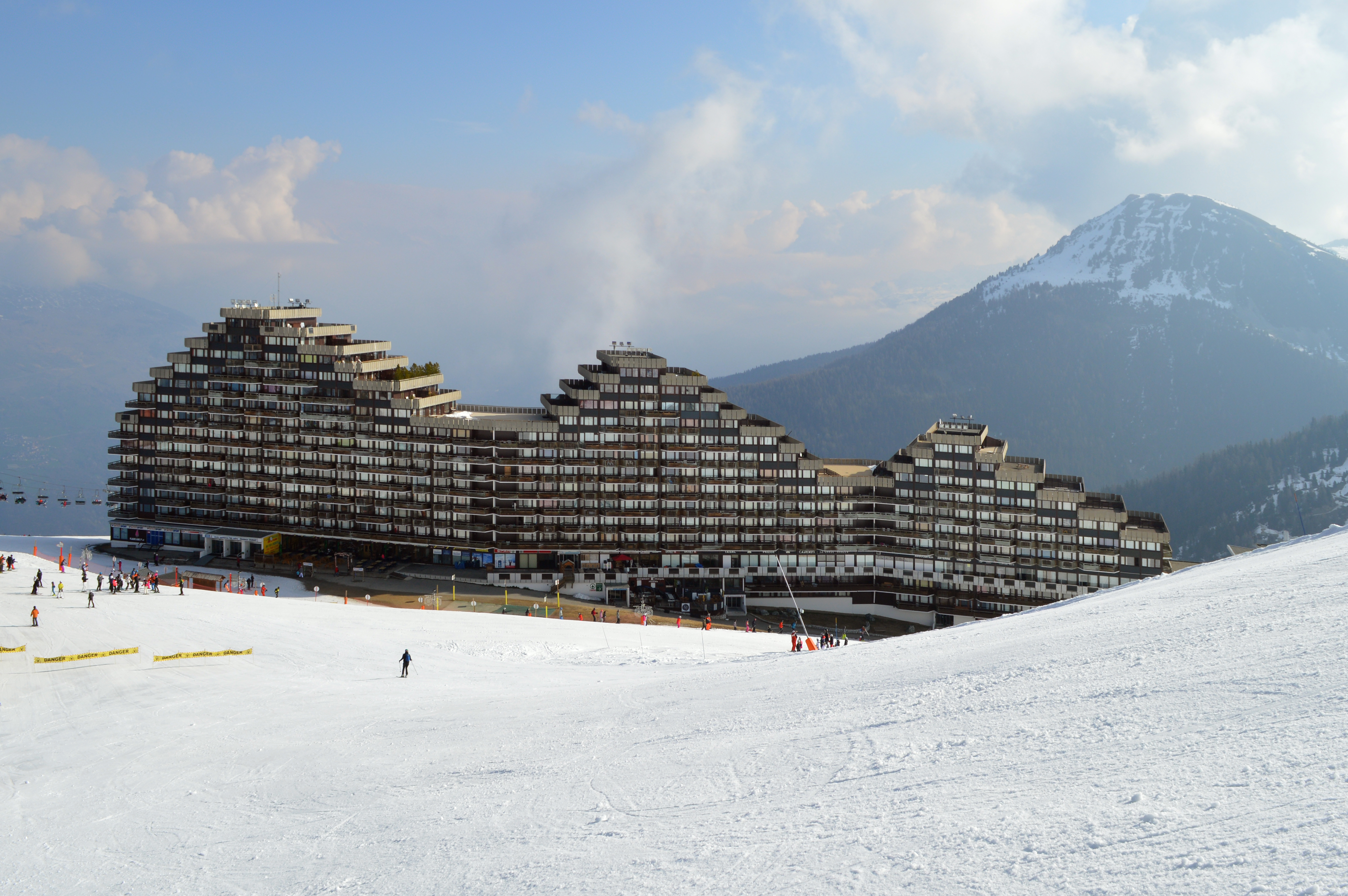
Le « Paquebot des Neiges » à Plagne Aime 2000.

La station s'installe au lieu-dit du Biollay de la commune d’Aime, qui devient par la suite Aime-La Plagne. Elle est située entre 2000 et 2100 mètres d'altitude, principalement sur le territoire de la commune d'Aime-la-Plagne en limite avec la commune de La Plagne Tarentaise. La station, fut aussi appelée « Aime 2000 » avant l'utilisation du sigle « Plagne Aime 2000 » utilisé par la municipalité depuis le lancement du projet R'évolution. La station, dont la construction débute au printemps 1968, ouvre en partie en décembre 1969.
Dès la préfiguration de la station, des divergences apparaissent entre la Commission interministérielle pour l'aménagement touristique de la montagne (CIAM) présidée par Maurice Michaud et le promoteur chargé du développement de la station de La Plagne, le polytechnicien Robert Legoux. Le promoteur demande l'autorisation de construire 2 000 lits touristiques sur le site lorsque la CIAM avait estimé une capacité touristique de 800 lits. En 1966, la CIAM émet « ses plus expresse réserves sur la rentabilité globale de cette opération ». La station, dont la construction débute au printemps 1968, ouvre en partie en décembre 1969. Surnommé le « Paquebot des Neiges », le bâtiment principal est une création de l'architecte Michel Bezançon. Le bâtiment obtient le label « patrimoine du XXe siècle » en 2008 permettant de distinguer des réalisations significatives du XXe siècle.
En 1989, un village du Club Aquarius ouvre en contrebas du « Paquebot des Neiges » Il devient par la suite un des deux villages du Club Méditerranée, qui ouvre en 1990 son premier village, « la Plagne 2100 » au côté du « Paquebot des Neiges ». Le bâtiment est d'une architecture audacieuse inspirée de celle des temples tibétains. Après le rachat du Club Aquarius, la station de la Plagne comptera deux lieux de vacances du Club Med, « la Plagne 2100 » d'une catégorie de quatre tridents, (classification interne au Club Med remplaçant les étoiles hôtelières), et « Aime la Plagne », noté trois tridents. Dans le cadre de sa stratégie de montée en gamme, le Club Med ferme son centre 3 tridents en 2019 et le bâtiment, après rénovation, est exploité par le groupe MMV.
Un immeuble du groupe Pierre et Vacances se situe entre ces deux pôles, qui devraient à l'avenir être unifiés grâce au projet R'évolution, visant à relier les parties hautes et basses de la zone avec de nouvelles constructions de l'architecte Jean-Michel Wilmotte. Ce projet phare (2015-2024) sur le site de Plagne Aime 2000 était porté par la commune, l'architecte Jean-Michel Wilmotte et le groupe Pierre et Vacances et prévoyait le doublement du nombre de lits touristique. Une zone d’aménagement concerté (ZAC) est créée en 2015 et le projet est pensé pour être celui d’ une « station de référence du XXIe siècle »  ainsi qu’ "une expérience de création d’une nouvelle station » par la maire de la commune d'Aime-La Plagne. Le projet envisageait la création de 2 450 nouveaux touristiques - soit le doublement de la capacité du site de Plagne Aime 2000. Ces lits touristiques étaient majoritairement en résidences touristiques accompagnés de la création de 1300 places parking. Le projet prévoyait aussi la création d’un centre aqualudique de 2600 m² , 1800 m² de commerces ainsi qu’un pôle de loisir de 1900 m² faisant de ce projet un «un ensemble détonnant et hors norme » selon la maire de la commune d'Aime-La-Plagne.
Prévu pour 2019, le projet n’aboutira pas compte-tenu de multiples facteurs. D’une part la crise de la Covid_19 qui fragilise le groupe Pierre et Vacances en 2020 et acte le départ de son PDG historique Gérard Brémond. La présence d'amiante dans le sol et le coût de leurs traitements, pourtant souligné dans le rapport de l’autorité environnementale, ont été sous-estimés. Alors que les considérations climatiques et environnementales sont croissantes et que la poursuite du développement de l'immobilier touristique en montagne est de plus en plus critiqué, la municipalité d'Aime-La-Plagne finit par renoncer à ce projet en décembre 2024.

#### Champagny-en-Vanoise (1 250m)

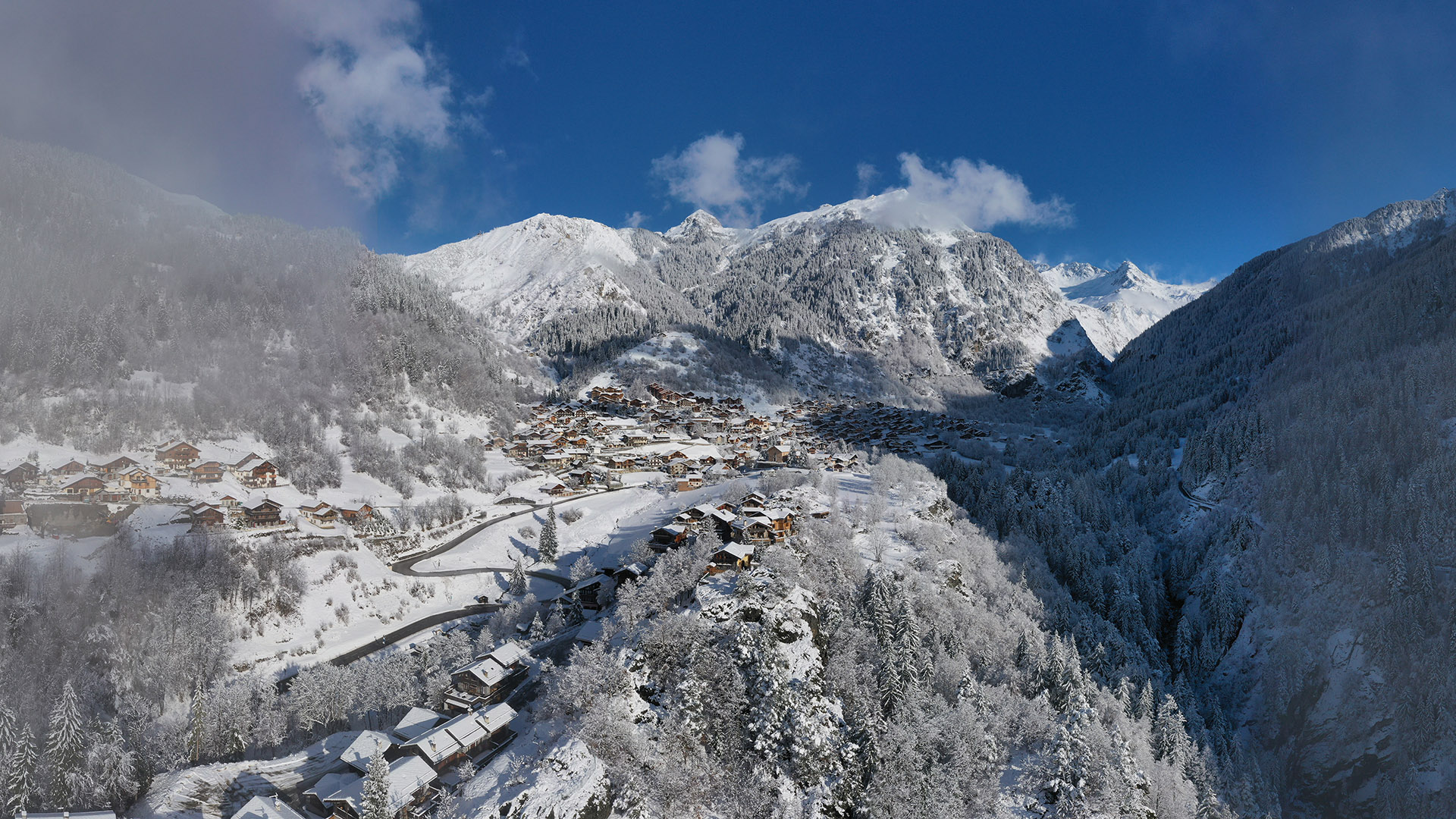
La Plagne Champagny en Vanoise

À la fin des années 1960, ce village situé dans la vallée de Bozel cherche à sortir de son isolement. Si le Parc national de la Vanoise a fait décoller le tourisme estival, Champagny veut également profiter de l'or blanc. La commune hésite entre Tignes et la Plagne. Finalement, en 1969, Champagny choisit la Plagne et offre à la jeune station son immense domaine en adret, avec une vue imprenable sur le massif de la Vanoise[réf. nécessaire].

#### Montchavin (1 250m)

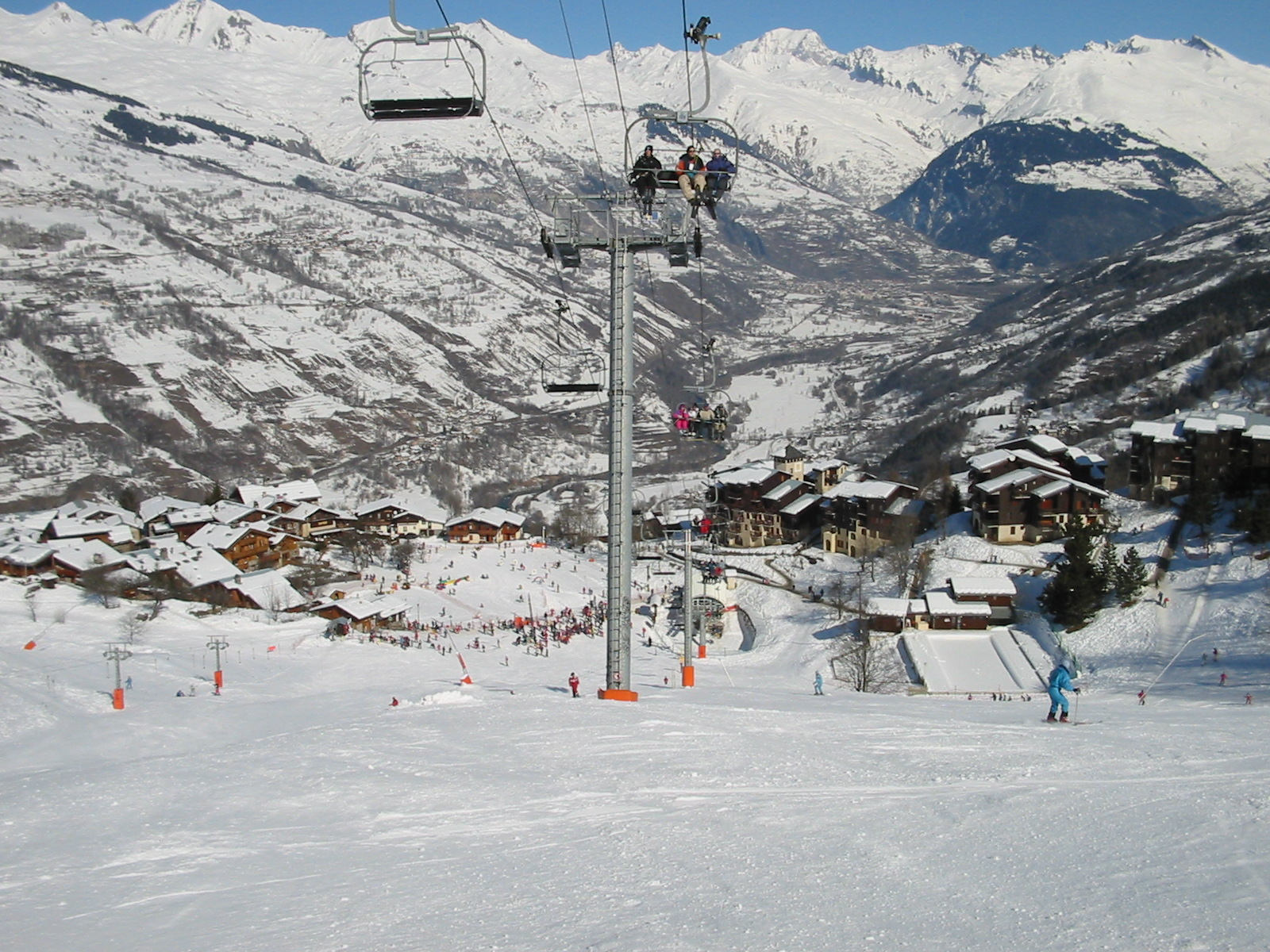
Montchavin en février 2003.

L'ancien hameau déserté et à moitié en ruines, est choisi par le maire de Bellentre plutôt qu'un site plus en altitude pour construire la station du village. Montchavin ouvre en 1972 et est relié à la Plagne en 1973, après la construction de 1500 lits.

#### Les Coches (1 450m)

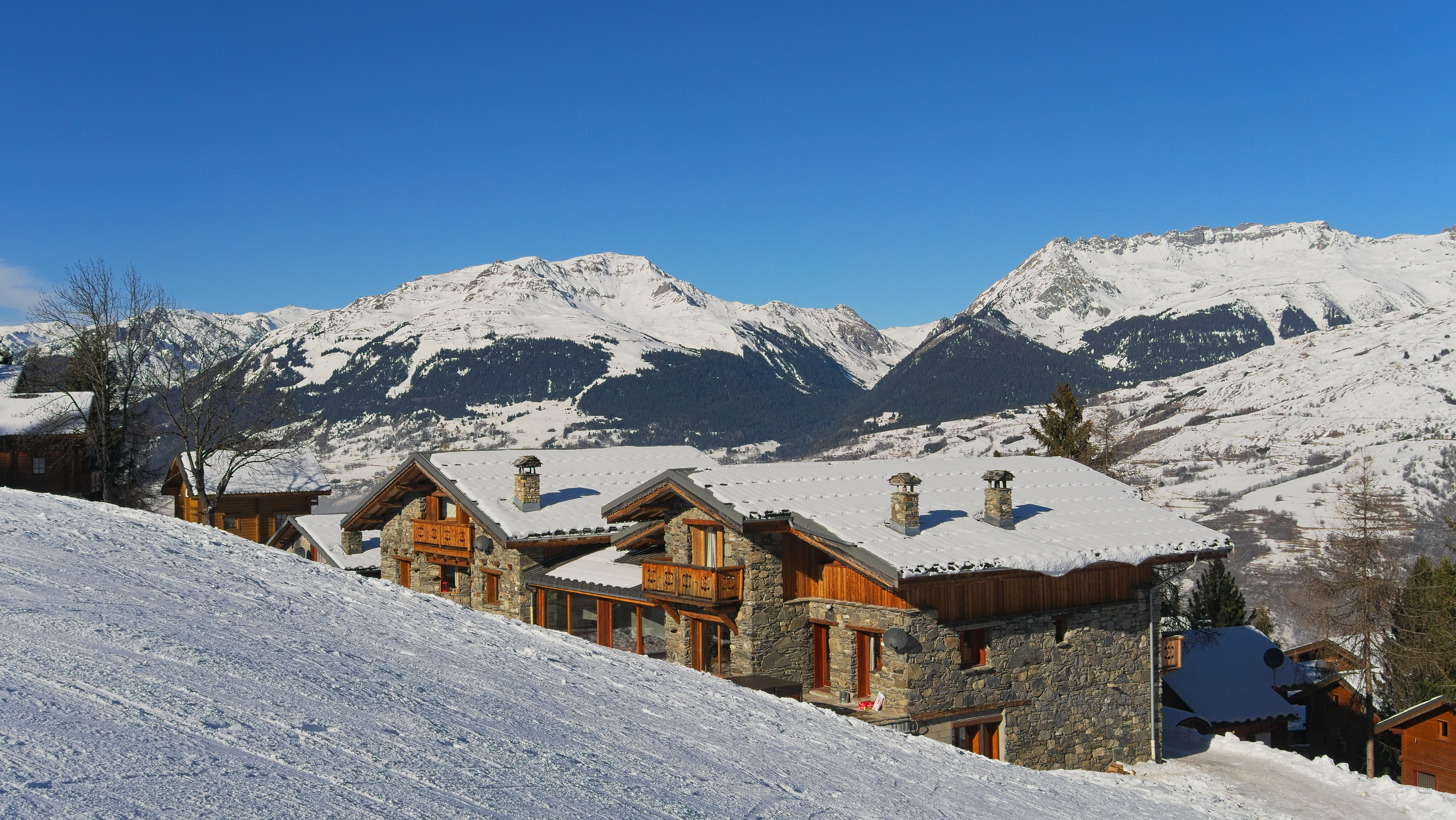
Les Coches.

Née en 1977 c'est une création de l'architecte Michel Bezançon. Situé à l'amont de Montchavin, elle est constituée d'immeubles organisés autour du centre du village à l'ambiance dite savoyarde et familiale. Le Vanoise Express — reliant le domaine des Arcs à celui de la Plagne pour former Paradiski — part de la station[réf. nécessaire].

#### Plagne Villages (2 050m)

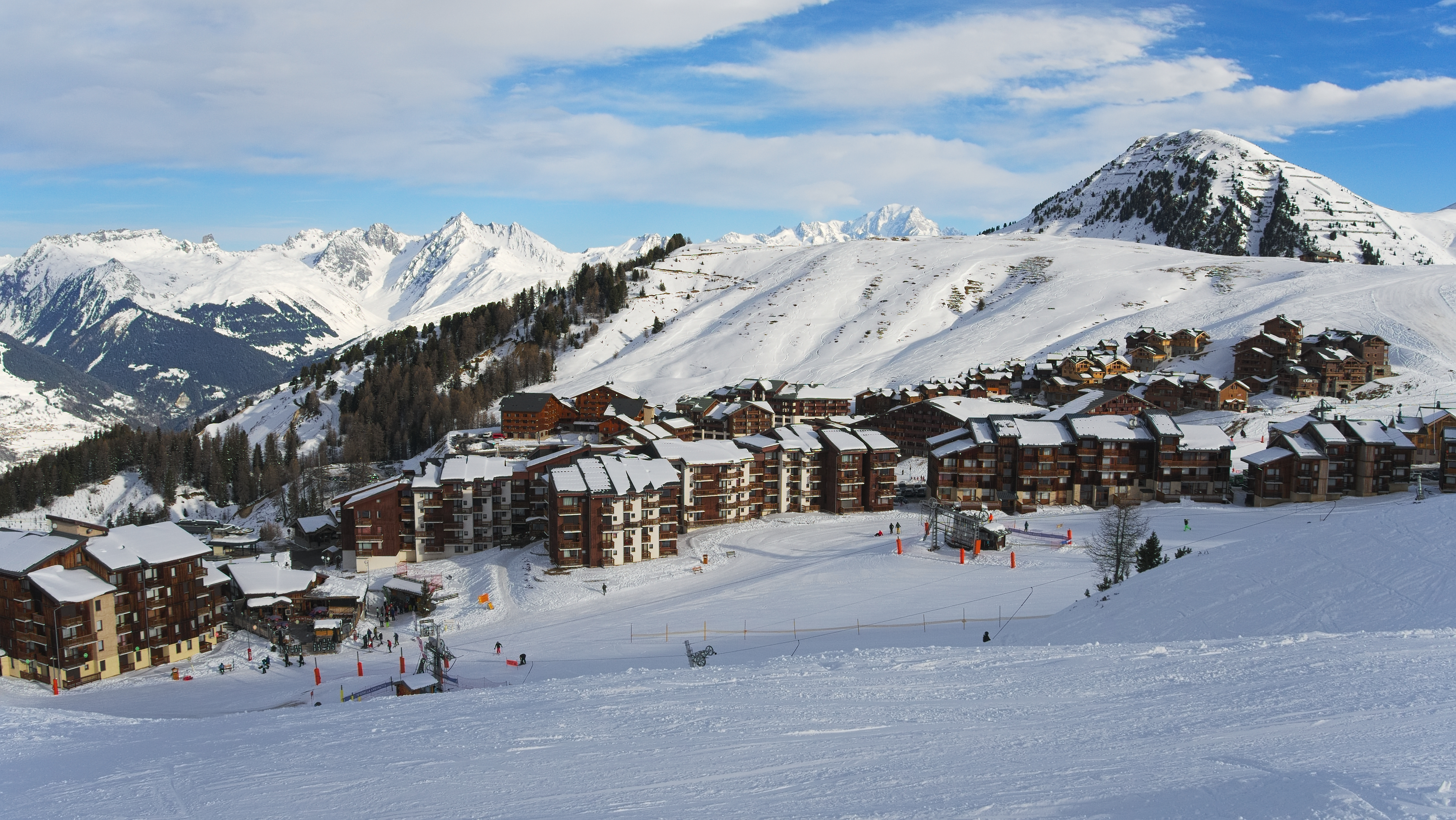
Plagne Villages, avec Plagne Soleil en arrière-plan.

Née en 1972, la station initie un changement de style : la station est éclatée, et épouse les courbes du relief. Plagne Villages est reliée à Plagne centre par un système de navettes et par un Télébus[réf. nécessaire].

#### Plagne Bellecôte (1 930m)

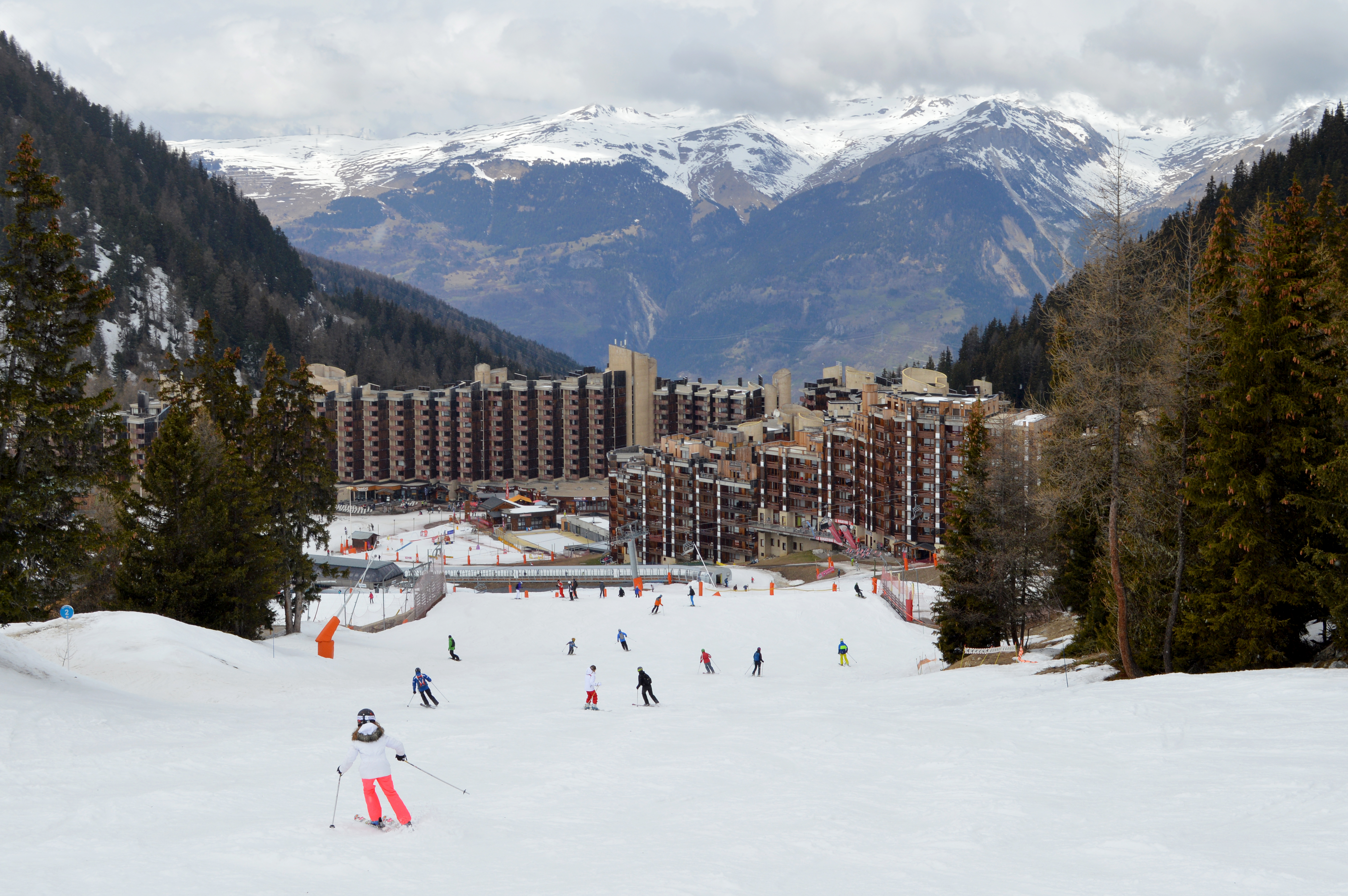
Plagne Bellecôte en avril 2017.

Créée en 1974, elle devait initialement s'appeler Les Ours, mais prend finalement le nom du sommet de Bellecôte. Michel Bezançon est l'auteur de l'architecture novatrice de Plagne Bellecôte, qui, comme un barrage hydraulique, barre la vallée. En 1975, une télécabine relie la station à la roche de Mio (2 700 m), un second tronçon permet de joindre Bellecôte au sommet éponyme en 1978 en 40 minutes. En décembre 2005, le premier télésiège 8 places de la Plagne est mis en service à Plagne Bellecôte. C'est le télésiège de l'Arpette. Il remplace un télésiège 4 places du même nom afin d'absorber l'afflux de skieurs supplémentaires engendré par la jonction au domaine Paradiski.

#### Montalbert (1 350m)

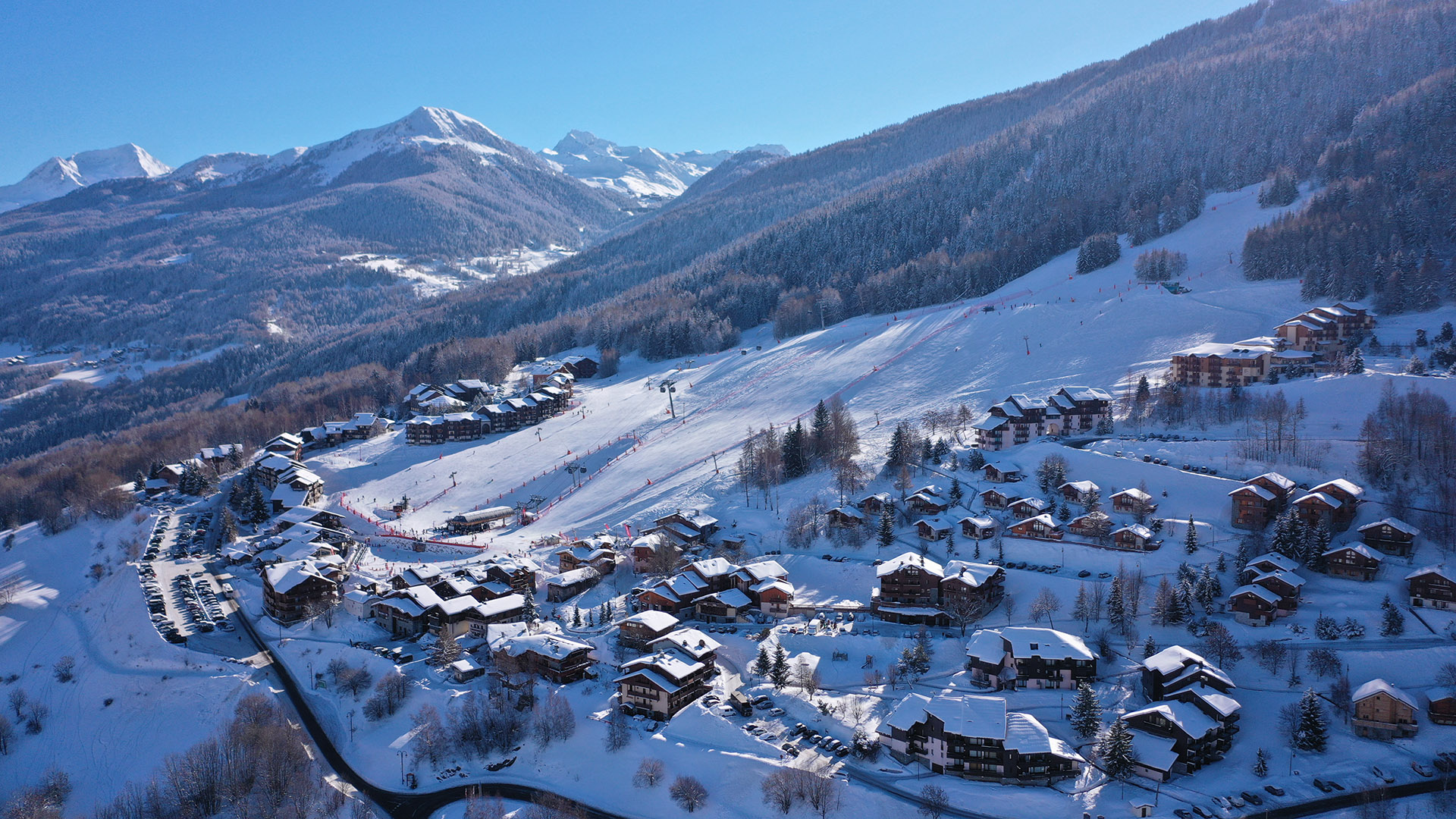
Plagne Montalbert

Dès 1970 sont construits à 1 600 m d'altitude, trois centres de vacances (ceux des départements du Val-de-Marne et de Moselle, et celui de la ville de Dunkerque), et l'année suivante les remontées mécaniques qui permettent de les relier au domaine de la Plagne. Mais il faut attendre 1980 pour qu'une véritable station naisse et soit reliée au domaine : ce sera Montalbert (ou Plagne Montalbert).

#### Plagne 1800 (1 800m)

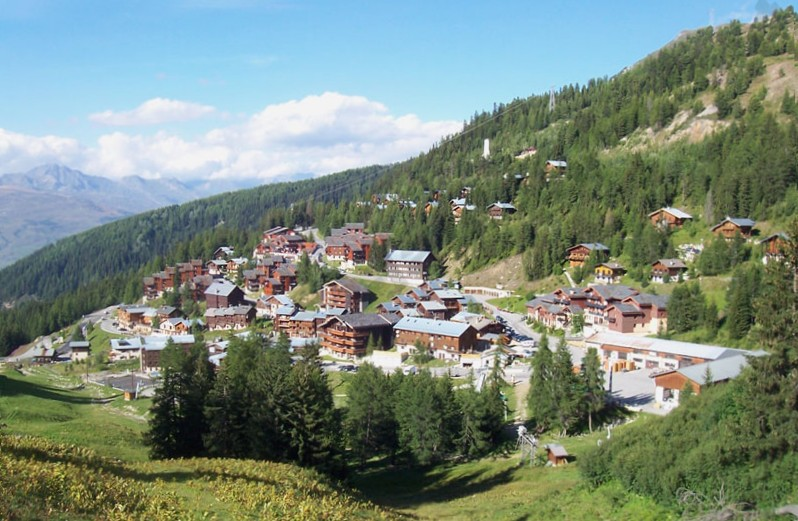
Plagne 1800 en août 2006.

Le terrain laissé libre par les mines de la Plagne depuis 1973, est jugé propice à l'installation d'une nouvelle station. Si les premiers bâtiments sont construits dès 1980 (notamment celui de l'UCPA), la station n'ouvre qu'en 1982. Les premières résidences sont construites par des comités d'entreprises (Caisse d'épargne, Crédit mutuel), puis apparaissent un grand nombre de chalets privés qui font de Plagne 1800 la station la plus éclatée du domaine[réf. nécessaire].

#### Belle-Plagne (2 050m)

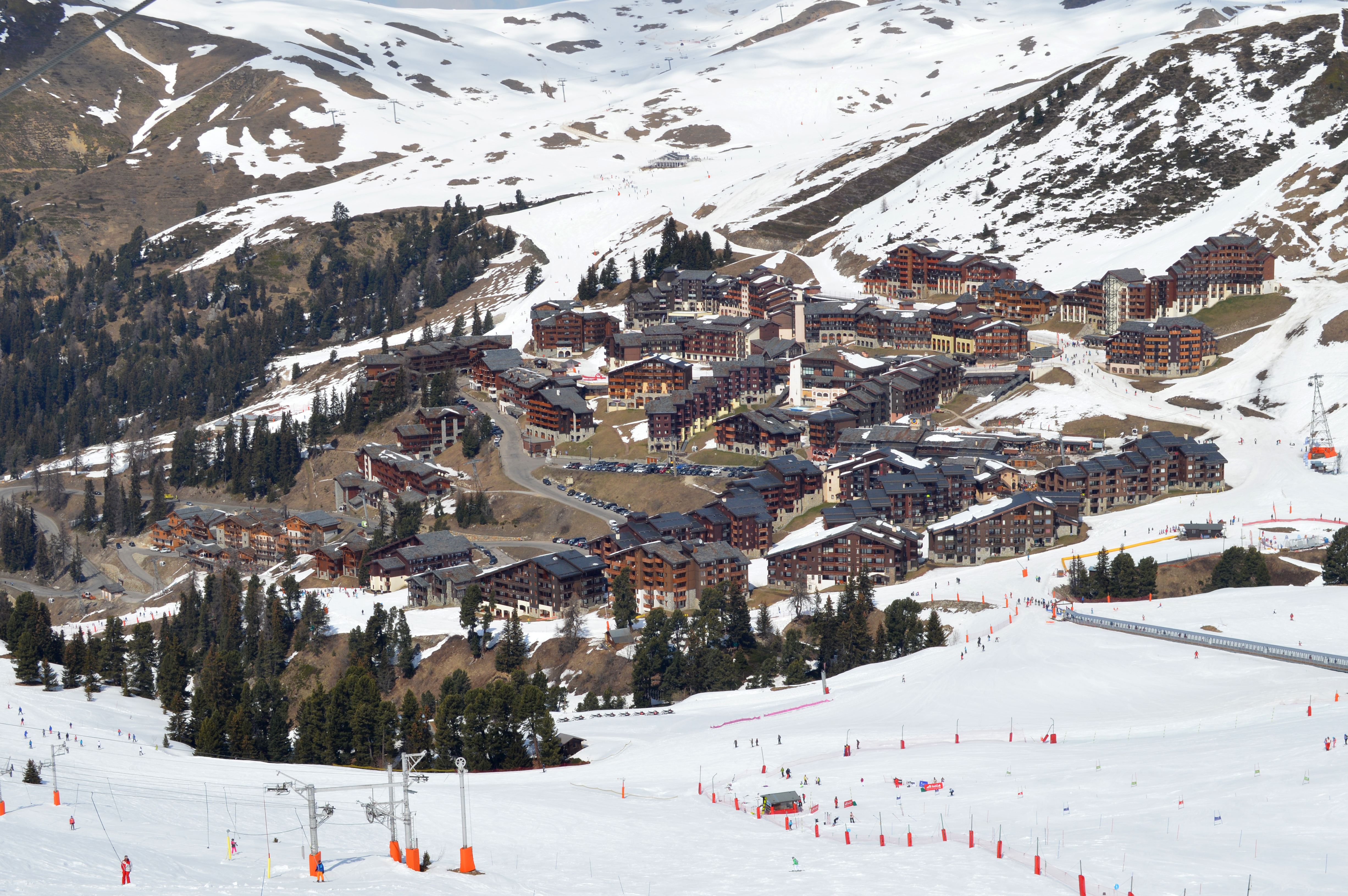
Vue de l'ensemble de Belle Plagne.

Née en 1981, son architecture est marquée par un retour à la tradition savoyarde (on appelle cela la « quatrième génération »). C'est une création de Michel Bezançon[réf. nécessaire].

#### Plagne Soleil (2 050m)

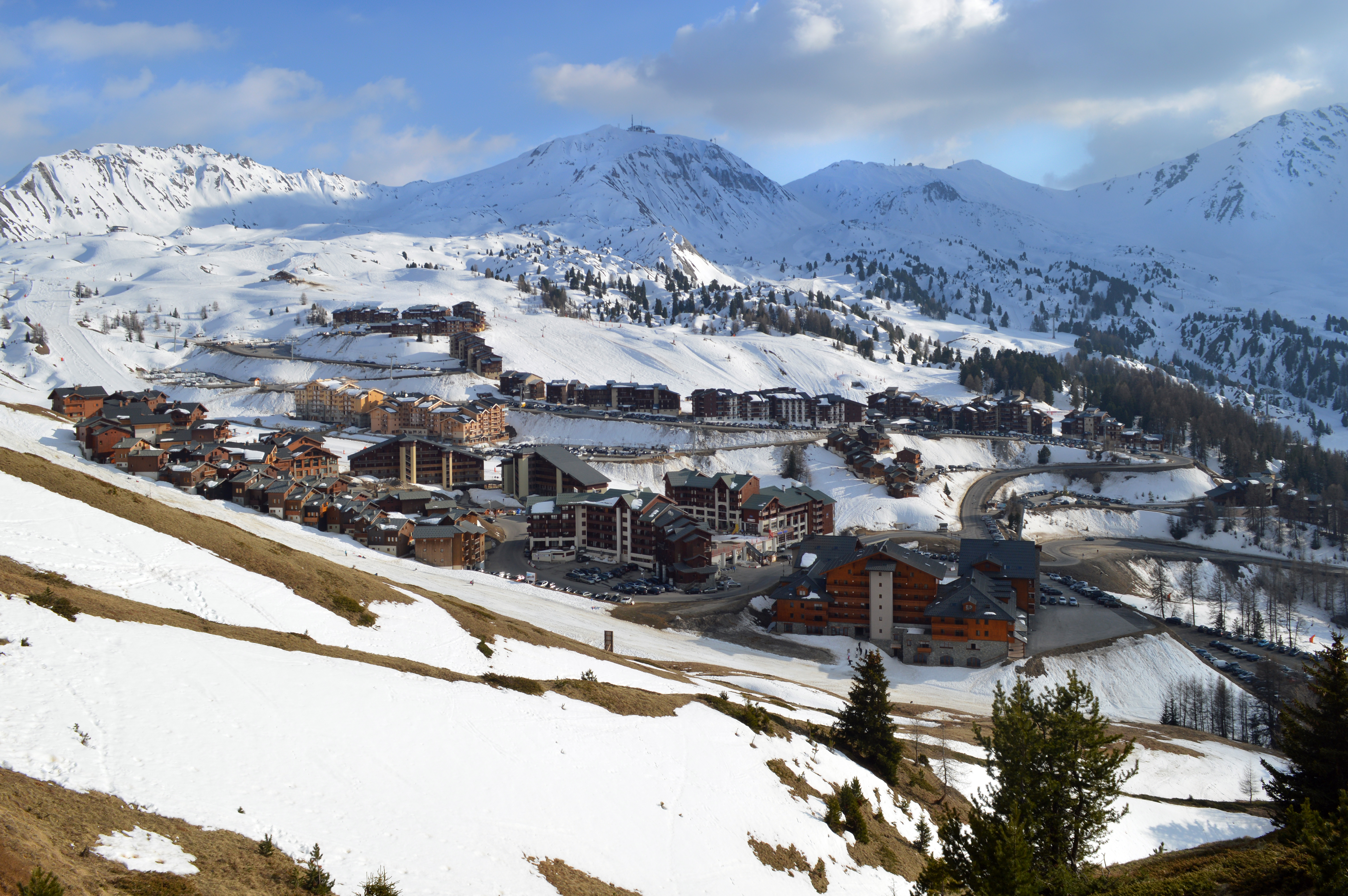
Plagne Soleil, avec Plagne Villages en arrière-plan.

Plagne Soleil est la dernière née des stations de la Plagne, en 1990[réf. nécessaire].

### Hébergement et restauration
Les onze stations-villages ou chefs-lieux de communes offrent une capacité de 66 322 lits touristiques en 2014, répartis dans 8 823 établissements d'hôtellerie. Les villages de la Plagne concentrent le plus grand nombre avec 43 725 lits pour 5 555 établissements. Viennent ensuite les stations de Montchavin-les-Coches avec 12 359 lits et 1 895 structures, Champagny-en-Vanoise avec 5 792 lits et 810 structures et Plagne Montalbert avec 4 446 lits dans 563 logements.
En 2014, une étude du site web TripAdvisor, appelée « TripIndex Ski », portant sur 27 stations françaises classe la station, avec un coût journalier de 322,83 €, en tête des stations les plus chères de France. La Plagne arrive ainsi en 5e position avec une nuitée à 151 € en moyenne ou encore un forfait adulte à 53,50 €, derrière Courchevel, également considérée comme la plus chère d'Europe, Méribel, Val-d'Isère et Megève.

## Domaine et gestion

### Domaine skiable

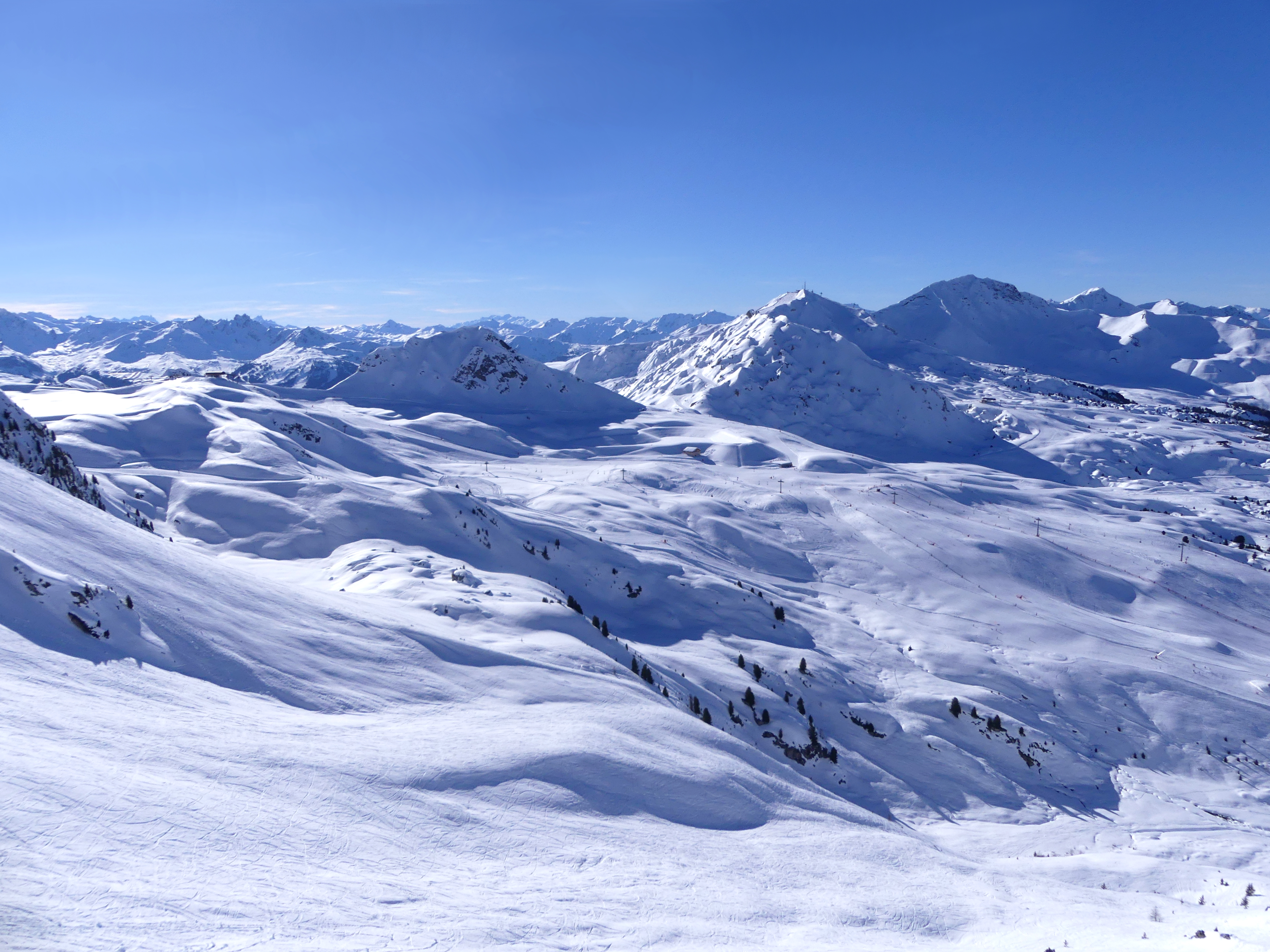
Domaine skiable côté ouest.

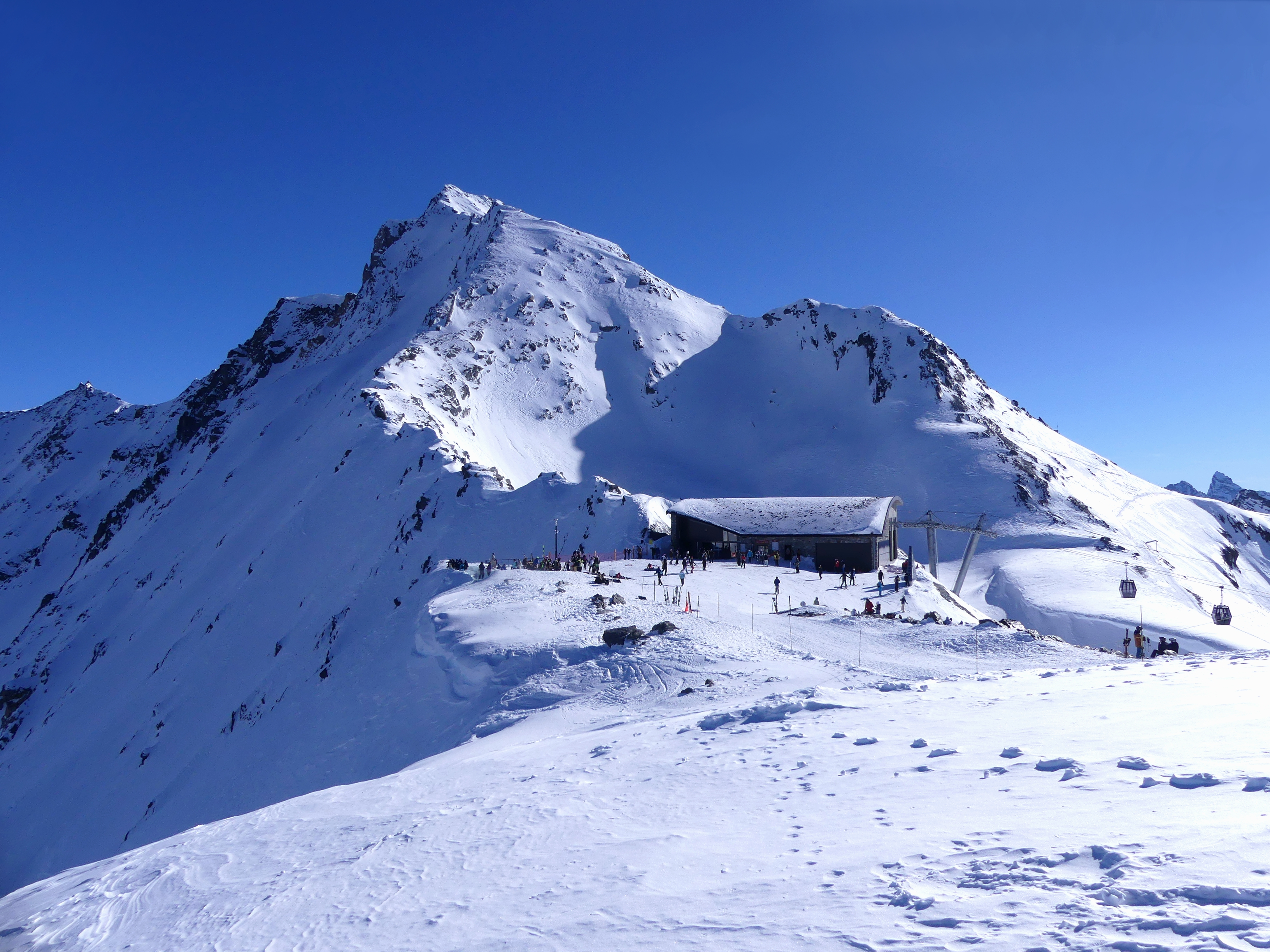
Arrivée sous Bellecôte depuis 2023.

#### Domaine Grande Plagne
Le domaine skiable des différentes stations composant la Plagne est appelé Grande Plagne.
Il s'étend de 1 200 mètres à Montchavin à 3 050 mètres d'altitude au glacier de Bellecôte. Jusqu'en 2023, il atteignait l'altitude de 3 250 mètres au glacier de la Chiaupe avant que les remontées mécaniques n'y soient démontées en raison de la fonte prononcée du glacier,,.

#### Paradiski
Depuis 2003, la Plagne forme, avec la station voisine des Arcs, le domaine Paradiski, grâce au Vanoise Express. Le domaine s'étend sur 1 000 hectares, de 1 250 m à 3 250 m, de la vallée au glacier de Bellecôte et sur quatre communes (Mâcot-la-Plagne, Aime, Bellentre, et Champagny-en-Vanoise).
Paradiski offre 425 km de pistes balisées, dont 225 sur le massif de la Plagne, et aussi un immense domaine non balisé, et de célèbres itinéraires hors pistes, tels la face nord du sommet de Bellecôte ou le Friolin.
Depuis 2008, la Plagne, Les Arcs et Peisey-Vallandry font des offres "coup de poing" sur les forfaits de ski pour le samedi. Cette opération s'appelle SamediJeSkie.com . Les offres sont mises en ligne tous les mercredis, les offres varient selon les semaines mais les remises sont globalement de l'ordre de 35 à 40 % ; les offres doivent être imprimées et présentées aux caisses des remontés mécaniques. Cette offre est à replacer dans le constat d'une fréquence moindre de la part des populations voisines.
Paradiski dispose d’une application gratuite, Yuge, pour découvrir le domaine skiable grâce à une grande variété de fonctionnalités et informations mises à disposition : conditions de glisse et météo, plans interactifs (domaine skiable, stations, navettes), géolocalisation sur les pistes, activités et performances sportives, bornes photo, affluences aux remontées mécaniques, rechargement de forfait, guide de la station, etc.

### Exploitation du domaine

#### L'exploitant du domaine skiable
Le domaine skiable de la Plagne est exploité par la Société d'aménagement de la Plagne, filiale de la Compagnie des Alpes, dont le siège est situé dans le bâtiment de la Cembraie au cœur de Plagne Centre. La SAP investit tous les ans pour offrir à ses clients des remontées toujours plus modernes et performantes. Ainsi la station possède les 2 télésièges les plus performants au monde (Arpette et Colosses). La Plagne est la station qui offre à ses clients le plus gros débit au monde au départ de ses remontées mécaniques.

#### Délégation de l'exploitation du domaine skiable
Le Syndicat intercommunal de la Grande Plagne (SIGP) est l'autorité organisatrice des remontées mécaniques. Trois communes adhèrent à ce syndicat - La Plagne Tarentaise, AIme-la-Plagne ,Champagny-en-Vanoise - qui est l'autorité délégante unique sur ce domaine depuis 1961, simplifiant la gestion de celui-ci au sein d’une seule délégation de service public (DSP).
En 2018, la chambre régionale des comptes Auvergne - Rhône Alpes soulignait plusieurs points au SIGP, autorité délégante. Le rapport de la chambre notait une grille tarifaire complexe et non maîtrisée par le SIGP et l’absence de la production d’un certain nombre de documents comme un compte prévisionnel d’exploitation ou un plan pluriannuel d’investissement qui n’a été mis en place qu’en 2011. Ces observations avaient déjà été faites par un précédent rapport de la cour en 2004, la cour constatant « l’absence d’évolutions notables sur les observations alors formulées » entre 2004 et 2018. La chambre mentionne aussi que la délégation de service public, d’une durée de 40 ans est d’une durée excessive au regard de la forte rentabilité de cette délégation, supérieure à 10 %
Malgré le retentissement médiatique des forfaits gratuits,, ayant bénéficié notamment à des élus, des fonctionnaires comme un forfait annuel attribué au président du Conseil départemental de la Savoie Hervé Gaymard (LR) en 2015/2016 ou des forfaits-journées pour petits groupes octroyés à un sous-préfet ; il faudra attendre 2022 pour que le SIGP mette fin à cette gratuité qui occasionnait une perte de redevance pour la collectivité estimée à 150.000 euros par an.

## Équipements et investissements
La station possède une piste de bobsleigh, luge et skeleton de 1 800 m de long, comportant 19 virages, aménagée pour les Jeux olympiques d'hiver de 1992 d'Albertville. Il s'agit de la seule piste olympique de bobsleigh en service en France.

## Sport et compétitions

### Sports d'hiver
La station de la Plagne dispose d’un domaine skiable adapté à la pratique du ski à tout niveau.
Elle offre aussi une multitude d’activités originales à découvrir : premières traces du matin avec la first track, airboard, funslope, selfie in the air, initiation au télémark, pistes de luge vertigineuses, etc.
La piste de bobsleigh, luge et skeleton de la station accueille des épreuves de coupes de France, d'Europe et du monde régulièrement depuis sa création en 1991.
La Plagne en tant que grande station de sports d'hiver accueille également diverses compétitions de ski alpin, la plus notable étant le SuperSlalom, qui accueille de grand skieurs comme Julien Lizeroux ou Tessa Worley.
Entre 1979 et 2004, La Plagne proposait une activité de ski d'été sur le glacier de la Chiaupe et de Bellecôte.

### Autres sports
| Édition | Étape                                     | Kilométrage | Vainqueur de l'étape |
| ------- | ----------------------------------------- | ----------- | -------------------- |
| 1984    | 18e étape (Le Bourg-d'Oisans - La Plagne) | 185,5       | Laurent Fignon       |
| 1987    | 21e étape (Le Bourg-d'Oisans - La Plagne) | 185,5       | Laurent Fignon       |
| 1995    | 9e étape (Le Grand-Bornand - La Plagne)   | 160         | Alex Zülle           |
| 2002    | 16e étape (Les Deux Alpes - La Plagne)    | 179,5       | Michael Boogerd      |
| 2025    | 19e étape (Albertville - La Plagne)       | 93,1        | Thymen Arensman      |

La station de la Plagne a accueilli cinq arrivées du Tour de France. En 1984, le français Laurent Fignon remporte l'étape et il récidive en 1987. En 1995, le suisse Alex Zülle remporte la 9e étape avec plus de deux minutes d'avance sur Miguel Indurain, deuxième de l'étape. En 2002 et en 2025, ce sont deux néerlandais qui s'y imposent en solitaire : Michael Boogerd puis Thymen Arensman.
La montée vers la station de La Plagne fut également grimpée sur la 7e étape du critérium du Dauphiné 2021, classée hors catégorie. Mark Padun remportait cette étape devant Richie Porte, ce dernier enlevant le maillot jaune à Alexey Lutsenko.
Depuis 1990, la station organise une course de trails, la 6000D, surnommée « la Course des Géants », qui se déroule le dernier week-end du mois de juillet.
Désormais la 6000D compte à son actif les courses suivantes :
- la 6000D : 65 km, 3500 D+
- la 6D lacs : 27 km, 1600 D+
- la 6 Découverte : 11 km, 600 D+
- la 6D Verticale : 5 km, 1000 D+
- la 6D bob, montée dans la mythique, et unique, piste de bobsleigh
- la 6D môme
- la 6D kid's

La station-village de Champagny-en-Vanoise abrite une structure artificielle d'escalade sur glace de 24 m de haut qui accueille des activités de découverte mais également des compétitions internationales comme la coupe du monde ou les championnats du monde.

## Autres activités du domaine
Le domaine skiable de la Plagne propose un ensemble d'activités en lien avec la neige ou non. Cette station de ski propose un grand nombre d'activités sportives.

## Événements et animations

### Événements
- Opening (décembre)
- Nuit du pompon rouge (Nouvel an)
- Coupe du monde de Bobsleigh et Skeleton (janvier 2020)
- Born to be show (février)
- Odysséa (février)
- Rando Challenge (janv-mars)
- Super Slalom (mars)
- Subli’cimes (avril)
- 6000D (juillet)
- Family Race (juillet août)
- Festi Plagne (août)

## Communication et innovation

### Logotype de la station
La Plagne possède un logotype qui a évolué plusieurs fois depuis la création de la station :

Logo en 1961.
Logo en 1966.
Logo en 1982.
Logo en 2001.
Logo en 2015.
Logo depuis 2018.

- 1961 : Un soleil pointant la Plagne du doigt sur une carte de la Savoie, voilà une des premières campagnes de publicité de la jeune station de la Plagne.
- 1966 : À l'occasion de l'émission de Guy Lux Interneiges[14], la Plagne cherche un symbole évocateur, simple et marquant. Mathieu Diesse, artiste basque et graphiste de l'agence Havas, positionne le logo précédent dans une paire de lunettes de soleil, et rajoute par la suite un bonnet rouge. Ce nouveau logo fait fureur, et lors de l'émission Interneiges, la France entière se familiarise avec le Bonnet de la Plagne.
- 1982 : Le bonnet est modernisé : les contours du bonnet sont lissés, le soleil est supprimé et remplacé par de simples étoiles blanches. On ajoute au logo le nouveau slogan de la station : toute la montagne en 10 stations.
- 2001 : Nouvelle modernisation avec l'apparition d'une entaille au bas du bonnet et le remplacement des étoiles à 8 branches, par d'autres aux branches multiples plus éclatantes. Le slogan (faux depuis 1990, la Plagne comptant en fait 11 stations) est remplacé par un simple rappel des altitudes minimale et maximale du domaine. Cette modernisation est réalisée par l'Agence Publicis-Cachemire de Lyon, sous l'impulsion du Directeur de l'Office de Tourisme de la Grande Plagne de l'époque, J.F Gauthier.
- 2003 : Une vignette "Paradiski The Dream Resort" ainsi que son flocon est la plupart du temps ajoutée au logo de la Plagne.
- 2015 : Le logo laisse apparaître le nom du domaine de Paradiski et abandonne la mention des altitudes.
- 2018 : La Plagne change de logo pour un nouveau ressemblant à l'ancien mais plus simplifié. Le nom du domaine de Paradiski reste apparent.
- 2020 : Uniformisation & modernisation du logo.

## Les personnalités liées à la station

### Sportifs de la Plagne
Licencié au Club des Sports de la Plagne
- Kevin Rolland (Ski Freestyle, Half Pipe)
- Marie Martinod (Ski Freestyle, Half Pipe)
- Ben Valentin (Ski Freestyle, Half Pipe)
- Julien Lizeroux (Ski Alpin, Slalom)
- Tess Ledeux (Ski Freestyle, Half Pipe)
- Antoine Adelisse (Ski Freestyle, Slopestyle)
- Maxence Muzaton (Ski Alpin, Vitesse)
- Brice Roger (Ski Alpin, Vitesse)
- Loïc Costerg (Bobsleigh)
- Romain Heinrich (Bobsleigh)
- Louna Ladevant (Escalade sur glace)
- Léo Ducros (Ski alpin)
- Marion Chevrier (Ski alpin)
- Sandra Laoura (Ski acrobatique)

### Les ambassadeurs
- Élodie Gossuin, ambassadrice[réf. nécessaire], ancienne Miss France et animatrice radio & TV ;

## Manifestations
Les pistes et paysages du domaine Paradiski ont servi de décors au film Snow Therapy. Les habitants des différents villages ont également joué dans certaines scènes.